# Guilherme Ferreira
Guilherme Filipe Salgado Ferreira (sinh ngày 17 tháng 4 năm 1991) là một cầu thủ bóng đá người Bồ Đào Nha thi đấu cho Mafra.

## Sự nghiệp bóng đá
Vào ngày 12 tháng 10 năm 2014, Ferreira có màn ra mắt cho Santa Clara trong trận đấu tại Giải bóng đá hạng nhất quốc gia Bồ Đào Nha 2014–15 trước Portimonense.